# Arthur Forbes
Pour les articles homonymes, voir Forbes (homonymie).
Arthur Forbes, 1er comte de Granard (1623-1696) est un militaire irlandais d'origine écossaise. Il occupe le poste de maréchal d'Irlande, commandant de l'armée royale irlandaise sous le règne de Charles II. Partisan de la Glorieuse Révolution, il combat aux côtés des Williamites pendant la Guerre des Deux Rois.

## Jeunesse
Forbes est le fils aîné d'Arthur Forbes de Corse Castle et Castle Forbes dans l'Aberdeenshire ; qui part en Irlande en 1620 avec le régiment du maître de Forbes, dont il est lieutenant-colonel, et obtient de grands domaines à Leitrim et Longford par le roi Jacques Ier. Sa mère est Jane, fille de Robert Lauder de l'île de Bass, et veuve d'Alexander Hamilton de Killeshandra, Comté de Cavan. Son père est tué en duel en 1632 et il est élevé par sa mère.

## Guerre civile anglaise
Pendant la rébellion de 1641, Jane Forbes est assiégée à Castle Forbes, le siège de la famille, pendant neuf mois, et Forbes lève des hommes pour son secours, bien qu'il n'ait que dix-huit ans. Il fait parler de lui en Écosse, servant sous James Graham (1er marquis de Montrose) en soutien au roi Charles Ier. Lors de la défaite de Montrose en 1645, Forbes est fait prisonnier et pendant deux ans il est enfermé au château d'Édimbourg.
À sa libération, il s'efforce de restaurer les Stuart, puis retourne en Irlande en 1655.

## Sous Charles II
En 1660, il est envoyé auprès de Charles à Bréda pour l'assurer que s'il passe seulement en Irlande, tout le royaume se déclarerait pour lui. À la Restauration, il est nommé commissaire de la cour des réclamations en Irlande et reçoit des concessions supplémentaires de terres à Westmeath. En 1661, il entre à la Chambre des communes irlandaise comme député du comté de Tyrone.
En 1663, il rend service au roi dans le nord de l'Irlande en étouffant dans l'œuf les efforts à l'appui du complot de Thomas Blood. En 1670, il est admis au Conseil privé d'Irlande et est nommé maréchal et commandant en chef de l'armée. En 1671, il est l'un des Lord justicier et il occupe le poste à plusieurs reprises.
En 1672, il est aidé par l'Église presbytérienne d'Irlande, dont il est membre, en lui procurant la première concession de regium donum, dont l'Église continue à jouir jusqu'à l'adoption de l'Irish Church Act en 1869, à l'exception d'un court intervalle. James Kirkpatrick, dans son Essai sur la loyauté des presbytériens (1713), rend compte du lobbying de Forbes.
En 1675, il est créé baron Clanehugh et vicomte Granard. En 1684, il lève le 18e régiment d'infanterie et en est nommé colonel, et la même année il est promu à la dignité de comte de Granard.

## Sous Jacques II
Jacques II s'efforce de se servir de Granard ; mais il n'est pas malléable, et est retiré du commandement de l'armée, Richard Talbot (1er comte de Tyrconnell) étant mis à sa place. Lorsque le parlement de Dublin de James adopte les actes d'abrogation et d'obtention, il fait des remontrances au roi. Trouvant ses arguments vains, il se rend à la Chambre des lords, exprime sa protestation contre les mesures et se retire à Castle Forbes, où il est assiégé sans succès par les forces irlandaises.

## Guerre Williamite
Lorsque Guillaume III passe en Irlande, Granard est placé par le roi à la tête d'une force de cinq mille hommes pour la réduction de Sligo, dont il obtient la reddition. C'est sa dernière fonction publique.
Ses dernières années se passent tranquillement à Castle Forbes, où il est mort en 1696.

## Famille
Il épouse Catherine, fille de Robert Newcomen de Mosstown, Comté de Longford, et veuve d'Alexander Stewart, ancêtre de la famille Mountjoy, dont il a cinq fils et une fille. Il est remplacé par son fils aîné Arthur Forbes (2e comte de Granard) (en). Son deuxième fils Robert est tué au siège de Buda (1686). Sa fille, Catherine, épouse Arthur Chichester (3e comte de Donegall) .